# Strada Statale 675 Umbro-Laziale
Die Strada statale 675 Umbro-Laziale (Abkürzung: SS 675) ist eine vierspurige italienische Staatsstraße in den italienischen Regionen Umbrien und Latium. Sie verbindet die Städte Civitavecchia und Terni und hat eine Länge von ca. 90 km. Betrieben wird sie von der ANAS S.p.A., daher ist sie auf ihrem gesamten Verlauf mautfrei, außerdem ist sie Bestandteil der Europastraßen E25 und E45.

## Verlauf
Die SS 675 beginnt am Hafen von Civitavecchia und verläuft zunächst nordöstlich ins Landesinnere zur Anschlussstelle Civitavecchia Nord an der Autobahn A12 Genova – Roma. Hier endet gleichzeitig der erste Teil der SS 675.
Der zweite Teil beginnt im Landesinneren in der Nähe des Ortes Vetralla. Ab hier läuft die SS 675 in Richtung Osten, vorbei an den Orten Viterbo und Orte in Richtung Terni, wo sie in die SS 3 Via Flaminia übergeht.
In Orte besteht Anschluss an die A1 Milano – Napoli.

## Ausbauzustand und Pläne
Gegenwärtig ist die SS 675 zwischen Tarquinia und Vetralla unterbrochen. Die Pläne zum Ausbau existieren mittlerweile und sollen in den kommenden Jahren verwirklicht werden.